# Sant Pere del Vancell
Sant Pere del Vancell és una capella de Guixers (Solsonès) protegida com a bé cultural d'interès local.

## Descripció

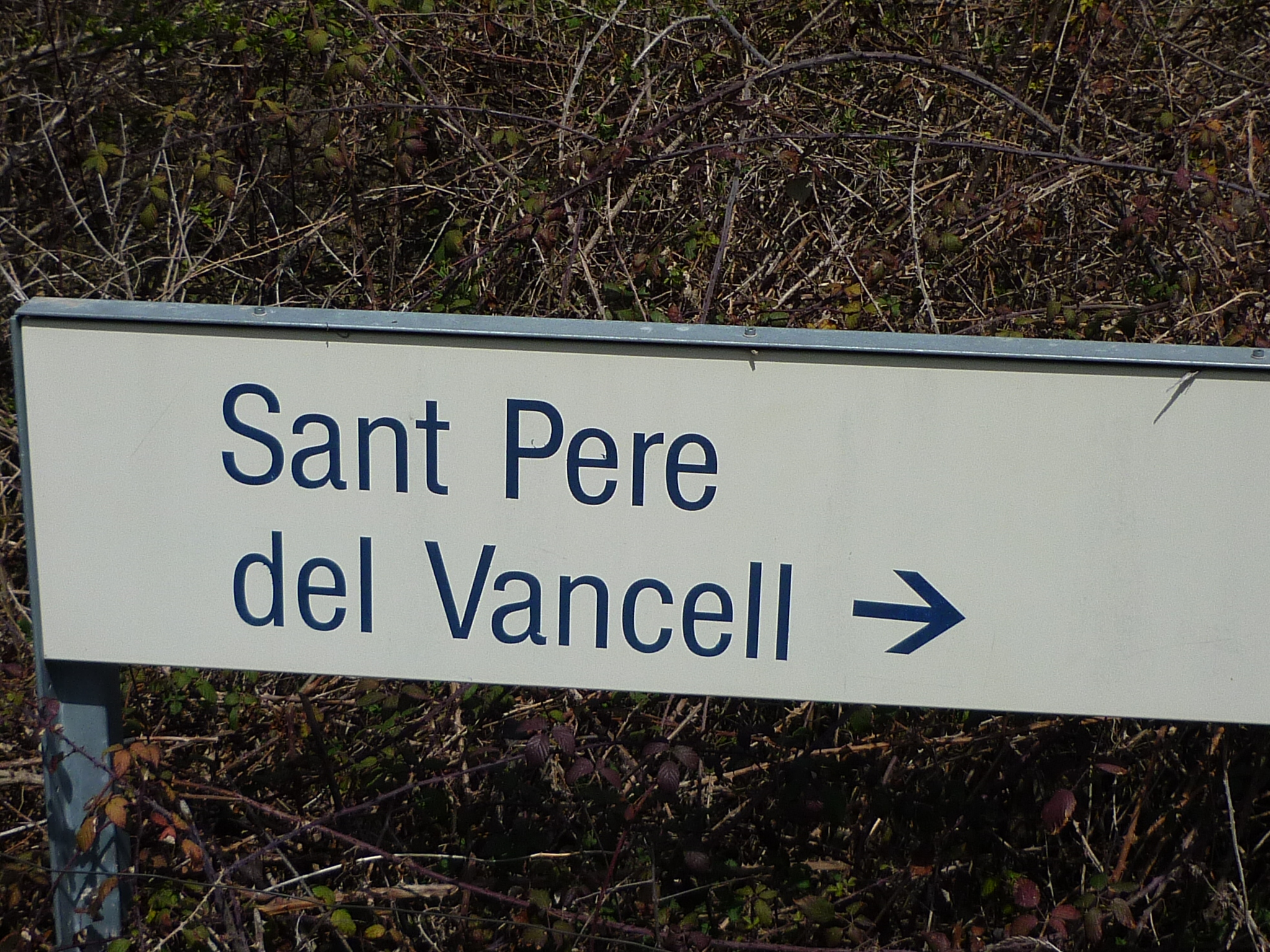
Senyalització

Capella adossada a la masia del Vancell o Bancells. És de planta rectangular encarada direcció est-oest. A la façana principal hi ha una porta d'arc de mig punt adovellat amb la inscripció "Miquel Vancell 1794"; a sobre hi ha un ull de bou. La major part del parament exterior està arrebossat. Per dins està enguixada i el sostre de la nau és pla. La coberta és a dos vessants amb la característica que les aigües estan orientades al mateix sentit de la nau, per això, el campanar d'espadanya està situat al lateral de la nau. La capella posseeix cor.
S'hi accedeix per la carretera a Sisquer i Montcalb, asfaltada i ben senyalitzada, que surt del km. 20,8 (42° 7′ 6.96″ N, 1° 41′ 47.66″ E / 42.1186000°N,1.6965722°E) de la carretera de Berga a Sant Llorenç de Morunys, a la dreta. La masia està a 600 metres.